# Kåkenäs en Nösnäs
Kåkenäs en Nösnäs (Zweeds: Kåkenäs och Nösnäs) is een småort in de gemeente Stenungsund in het landschap Bohuslän en de provincie Västra Götalands län in Zweden. Het småort heeft 118 inwoners (2005) en een oppervlakte van 17 hectare. Eigenlijk bestaat het småort uit twee plaatsen: Kåkenäs en Nösnäs.